# Pycnosiphorus fairmairii
Pycnosiphorus fairmairii is een keversoort uit de familie vliegende herten (Lucanidae). De wetenschappelijke naam van de soort is voor het eerst geldig gepubliceerd in 1864 door Parry.